# Vaillantella
Vaillantella is een geslacht van straalvinnige vissen uit de familie van de bermpjes (Nemacheilidae).

## Soorten
- Vaillantella cinnamomea Kottelat, 1994
- Vaillantella euepiptera (Vaillant, 1902)
- Vaillantella maassi Weber & de Beaufort, 1912